# Actinidia
Actinídia és un gènere de plantes angiospermes de la família de les actinidiàcies (Actinidiaceae).Són lianes natives de l'est d'Àsia, des del sud-est fins el nord-est, Sakhalín i les Kurils, l'Himàlaia i Malèsia.

## Descripció
El gènere inclou arbusts que fan fins a 6 m d'alt i lianes que arriben a la zona de les capçades dels arbres a 30 m d'altura. Les fulles són alternades, simples amb el marge dentat i un llarg pecíol. Les flors són solitàries o en cimes, normalment blanques amb cinc pètals petits. La majoria de les espècies són dioiques i unes poques monoiques. El fruit és una baia amb nombroses llavors petites i en la majoria de les espècies el fruit és comestible. La majoria toleren temperatures de fins a −15 ° C (5 ° F). En la majoria d'espècies el fruit és comestible. Els fruits més coneguts a occident d'aquest gènere són l'actinídia o kiwi verd i el kiwi groc.

## Taxonomia
El gènere va ser descrit per John Lindley i va ser publicat al A Natural System of Botany 439. 1836. L'espècie tipus és: Actinidia callosa

### Etimologia
El nom Actinidia deriva del grec anitc [ἀκτῑ́ς] 'raig', és una referència als estils rayats de les flors.

### Espècies
Dins del gènere Actinidia es reconeixen les 55 espècies següents:
- Actinidia acuminata Budishchev
- Actinidia arguta (Siebold & Zucc.) Planch. ex Miq.
- Actinidia callosa Lindl.
- Actinidia chengkouensis C.Y.Chang
- Actinidia chinensis Planch.
- Actinidia chrysantha C.F.Liang
- Actinidia cylindrica C.F.Liang
- Actinidia eriantha Benth.
- Actinidia farinosa C.F.Liang
- Actinidia fasciculoides C.F.Liang
- Actinidia fortunatii Finet & Gagnep.
- Actinidia fulvicoma Hance
- Actinidia glaucocallosa C.Y.Wu
- Actinidia grandiflora C.F.Liang
- Actinidia hemsleyana Dunn
- Actinidia henryi Dunn
- Actinidia holotricha Finet & Gagnep.
- Actinidia hubeiensis H.M.Sun & R.H.Huang
- Actinidia indochinensis Merr.
- Actinidia kolomikta (Maxim.) Maxim.
- Actinidia laevissima C.F.Liang
- Actinidia lanceolata Dunn
- Actinidia latifolia (Gardner & Champ.) Merr.
- Actinidia liangguangensis C.F.Liang
- Actinidia lijiangensis C.F.Liang & Y.X.Lu
- Actinidia linguiensis R.G.Li & X.G.Wang
- Actinidia longicarpa R.G.Li & M.Y.Liang
- Actinidia macrosperma C.F.Liang
- Actinidia melanandra Franch.
- Actinidia melliana Hand.-Mazz.
- Actinidia obovata Chun ex C.F.Liang
- Actinidia pentapetala R.G.Li & J.W.Li
- Actinidia persicina R.G.Li & L.Mo
- Actinidia pilosula (Finet & Gagnep.) Stapf ex Hand.Mazz.
- Actinidia polygama (Siebold & Zucc.) Planch. ex Maxim.
- Actinidia rongshuiensis R.G.Li & X.G.Wang
- Actinidia rubricaulis Dunn
- Actinidia rubus H.Lév.
- Actinidia rudis Dunn
- Actinidia rufa (Siebold & Zucc.) Planch. ex Miq.
- Actinidia rufotricha C.Y.Wu
- Actinidia sabiifolia Dunn
- Actinidia sorbifolia C.F.Liang
- Actinidia stellatopilosa C.Y.Chang
- Actinidia strigosa Hook.f. & Thomson
- Actinidia styracifolia C.F.Liang
- Actinidia suberifolia C.Y.Wu
- Actinidia tetramera Maxim.
- Actinidia trichogyna Franch.
- Actinidia ulmifolia C.F.Liang
- Actinidia umbelloides C.F.Liang
- Actinidia valvata Dunn
- Actinidia venosa Rehder
- Actinidia vitifolia C.Y.Wu
- Actinidia zhejiangensis C.F.Liang

## Registres fòssils
Els macrofòssils d'Actinidia s'han recuperat del període Zanclià tardà dels jaciments del Pliocè a Pocapaglia, Itàlia.

## Usos
Els kiwis són un grup de cultius d'A. Deliciosa, i els més resistents és l'espècie Actinidia arguta, que té fruits petits que pesen 10-15 g, amb pells verdes comestibles i carn verda. Es més dur que A. deliciosa. Algunes espècies es conreen com a plantes ornamentals, sobretot A. kolomikta.
Al Japó, Actinidia polygama (vinya de plata) es destaca per tenir un efecte sobre els gats molt semblant al de l'herba gatera (Nepeta Cataria) S'esmenta a la dita 猫 に ま た た び 、 女郎 に 小 判 (neko ni matatabi, jorō ni koban, "vinya de plata per a un gat, una moneda per a una prostituta"), que significa posar a algú de bon humor proporcionant allò que més desitja.
L' Actinidia kolomikta és l'espècie més dura (a uns -40 ° C) i té una variegació a les fulles de tons blancs i rosats, fins i tot en plantes silvestres, com a fenomen inusual. El seu fruit és molt petit, pesa 8 grams o menys.